# Bobby Noble (Fußballspieler, 1945)
Robert „Bobby“ Noble (* 18. Dezember 1945 in Manchester; † 22. August 2023) war ein englischer Fußballspieler. Der linke Außenverteidiger gewann mit Manchester United 1967 die englische Meisterschaft und galt als eines der größten Talente im Verein. Nach einem Autounfall, bei dem er im Alter von 21 Jahren schwer verletzt wurde, musste er jedoch seine Karriere vorzeitig beenden.

## Sportlicher Werdegang
Noble stieß im Juni 1961 zur Jugendabteilung von Manchester United und im Monat seines 17. Geburtstags wurde er vor der Jahreswende 1962/63 in den Profibereich befördert. Gemeinsam mit George Best gewann er 1964 den FA Youth Cup und beim Finalerfolg gegen Swindon Town führte er die Mannschaft sogar als Kapitän aufs Feld. Als Außenverteidiger galt er auf der linken Seite zu dem Zeitpunkt als großes Talent. Dabei zeichnete er sich gleichsam durch Schnelligkeit, Zweikampfhärte, gute Ballbehandlung, Timing und hohe Antizipationsfähigkeiten aus.
Am 9. April 1966 debütierte er anlässlich einer 1:2-Niederlage gegen Leicester City in der höchsten englischen Spielklasse und als sich Manchester United in der Saison 1966/67 auf den Weg zum Gewinn der englischen Meisterschaft machte, zählte Noble zu den Eckpfeilern des Erfolgsteams. Ab Oktober 1966 ersetzte er Tony Dunne auf der linken Seite, der wiederum Shay Brennan auf der rechten Seite vertrat und absolvierte insgesamt 29 Partien in Serie.
Die letzte endete am 22. April 1967 beim AFC Sunderland torlos und auf dem Weg in die Heimat von diesem Auswärtsspiel geriet Noble in einen schweren Autounfall mit lebensgefährlichen Verletzungen. Obwohl er hart an seiner Rückkehr arbeitete, war ihm diese nicht mehr vergönnt. Im Jahr 1970 begrub er diese Hoffnung endgültig und verkündete seinen Rücktritt.
Robert Noble starb im August 2023 im Alter von 77 Jahren.

## Titel/Auszeichnungen
- Englische Meisterschaft (1): 1967
- FA Youth Cup (1): 1964